# Noyers-sur-Cher
Noyers-sur-Cher is een gemeente in het Franse departement Loir-et-Cher (regio Centre-Val de Loire). De plaats maakt deel uit van het arrondissement Blois. Noyers-sur-Cher telde op 1 januari 2022 2.654 inwoners.

## Geografie
De oppervlakte van Noyers-sur-Cher bedroeg op 1 januari 2022 22,74 vierkante kilometer; de bevolkingsdichtheid was toen 116,7 inwoners per km².
De onderstaande kaart toont de ligging van Noyers-sur-Cher met de belangrijkste infrastructuur en aangrenzende gemeenten.

## Demografie
Onderstaande figuur toont het verloop van het inwonertal (bron: INSEE-tellingen).